# Заклиння (Струго-Красненський район)
Заклиння (рос. Заклинье) — присілок в Струго-Красненському районі Псковської області Російської Федерації.
Населення становить 0 осіб. Входить до складу муніципального утворення Новосельська волость.

## Історія
Від 2015 року входить до складу муніципального утворення Новосельська волость.

## Населення
| 2002 | 2010 | 2011 |
| ---- | ---- | ---- |
| 0    | →0   | →0   |